# 阿科帕爾卡山
12°13′27″S 75°59′28″W / 12.22417°S 75.99111°W
阿科帕爾卡山（Aqupallqa），是秘魯的山峰，位於該國中南部利馬大區，處於瓦伊納庫圖尼山和蒂克利亞科查湖以北、庫圖尼山西北面，屬於安第斯山脈的一部分，海拔高度約5,445米。